# NARグランプリサラブレッド3歳最優秀馬
NARグランプリサラブレッド3歳最優秀馬は、NARグランプリの競走馬部門の1つ。該当年度中に活躍した3歳馬が対象となる。創設は1994年。2010年に廃止された。なお、本項では2011年より創設されたNARグランプリ3歳最優秀牡馬、NARグランプリ3歳最優秀牝馬についても併せて取り扱う。

## 歴代受賞馬

### NARグランプリサラブレッド3歳最優秀馬
- 馬齢は2000年までは旧表記。
- 2010年のタイトル名はNARグランプリ3歳最優秀馬[1]

| 年     | 受賞馬             | 性齢 | 年度成績 （主な重賞勝ち鞍）    | 生産者           | 所属 | 調教師   | 馬主                                 |
| ------ | ------------------ | ---- | ------------------------------ | ---------------- | ---- | -------- | ------------------------------------ |
| 1994年 | ブラッククロス     | 牡4  | 7戦5勝 ダービーグランプリ      | 日胆上水牧場     | 岩手 | 千葉博   | （有）日胆上水牧場                   |
| 1995年 | ライデンリーダー   | 牝4  | 7戦3勝 4歳牝馬特別(西)         | ヒカル牧場       | 笠松 | 荒川友司 | 水野恵吉                             |
| 1996年 | サンライフテイオー | 牡4  | 11戦3勝 スーパーダートダービー | 武田牧場         | 大井 | 三坂博   | 松居豊子                             |
| 1997年 | トミケンライデン   | 牡4  | 9戦6勝 岐阜金賞                | 桑原牧場         | 笠松 | 荒川友司 | （有）トミケン                       |
| 1998年 | フジノモンスター   | 牡4  | 11戦4勝 岐阜金賞               | 榊原牧場         | 笠松 | 中山義宣 | 大橋清助                             |
| 1999年 | オリオンザサンクス | 牡4  | 7戦5勝 ジャパンダートダービー  | 森永隆範         | 大井 | 赤間清松 | 日浦桂子                             |
| 2000年 | ミツアキサイレンス | 牡4  | 10戦4勝 兵庫チャンピオンシップ | 広川牧場         | 笠松 | 粟津豊彦 | 山本光明                             |
| 2001年 | トーシンブリザード | 牡3  | 6戦5勝 ジャパンダートダービー  | 村中一英         | 船橋 | 佐藤賢二 | 稲垣博信                             |
| 2002年 | ヒミツヘイキ       | 牡3  | 6戦2勝 ユニコーンステークス    | 大成牧場         | 船橋 | 岡林光浩 | 田中春美                             |
| 2003年 | ナイキアディライト | 牡3  | 7戦4勝 羽田盃                  | ハシモトファーム | 船橋 | 出川龍一 | 小野スミ                             |
| 2004年 | アジュディミツオー | 牡3  | 8戦4勝 東京大賞典              | 藤川ファーム     | 船橋 | 川島正行 | 織戸眞男                             |
| 2005年 | シーチャリオット   | 牡3  | 6戦4勝 羽田盃                  | Darley           | 船橋 | 川島正行 | ダーレー・ジャパン・レーシング（有） |
| 2006年 | チャームアスリープ | 牝3  | 9戦4勝 関東オークス            | 村田牧場         | 船橋 | 佐藤賢二 | 山口美樹                             |
| 2007年 | フリオーソ         | 牡3  | 8戦1勝 ジャパンダートダービー  | ハシモトファーム | 船橋 | 川島正行 | ダーレー・ジャパン・レーシング（有） |
| 2008年 | ドリームスカイ     | 牡3  | 8戦1勝 東京ダービー            | 堂島牧場         | 川崎 | 内田勝義 | （株）ドリームターフ                 |
| 2009年 | ブルーラッド       | 牡3  | 10戦6勝 浦和記念               | 橋本牧場         | 川崎 | 足立勝久 | 黛大介                               |
| 2010年 | マグニフィカ       | 牡3  | 4戦2勝 ジャパンダートダービー  | 社台ファーム     | 船橋 | 川島正行 | 吉田照哉                             |

### NARグランプリ3歳最優秀牡馬
| 年     | 受賞馬             | 性齢 | 年度成績 （主な重賞勝ち鞍）                                             | 生産者       | 所属   | 調教師   | 馬主             |
| ------ | ------------------ | ---- | ----------------------------------------------------------------------- | ------------ | ------ | -------- | ---------------- |
| 2011年 | オオエライジン     | 牡3  | 7戦6勝 兵庫ダービー、黒潮盃、兵庫ゴールドトロフィー3着                  | 伏木田牧場   | 兵庫   | 橋本忠男 | 川根幸晴         |
| 2012年 | アートサハラ       | 牡3  | 7戦6勝 羽田盃、ジャパンダートダービー3着                                | 大典牧場     | 大井   | 荒山勝徳 | 大典牧場（有）   |
| 2013年 | インサイドザパーク | 牡3  | 7戦1勝 東京ダービー                                                     | 藤本牧場     | 船橋   | 林正人   | 山口裕介         |
| 2014年 | ハッピースプリント | 牡3  | 6戦3勝 東京ダービー、羽田盃、京浜盃、ジャパンダートダービー2着          | 辻牧場       | 大井   | 森下淳平 | （有）辻牧場     |
| 2015年 | ラッキープリンス   | 牡3  | 9戦2勝 東京ダービー、ジャパンダートダービー3着                          | 畔高牧場     | 浦和   | 小久保智 | 国田正忠         |
| 2016年 | カツゲキキトキト   | 牡3  | 15戦10勝 東海ダービー、名古屋グランプリ3着                              | 朝野勝洋     | 愛知   | 錦見勇夫 | 野々垣正義       |
| 2017年 | ヒガシウィルウィン | 牡3  | ジャパンダートダービー、浦和記念2着                                     | グランド牧場 | 船橋   | 佐藤賢二 | （株）MMC        |
| 2018年 | クリスタルシルバー | 牡3  | マイルグランプリ                                                        | 大狩部牧場   | 大井   | 村上頼章 | 岡田勇           |
| 2019年 | リンゾウチャネル   | 牡3  | 道営三冠、楠賞                                                          | 川上牧場     | 北海道 | 堂山芳則 | 木谷ツヤ         |
| 2020年 | エメリミット       | 牡3  | 東京ダービー                                                            | 飯岡牧場     | 船橋   | 林正人   | （有）太盛       |
| 2021年 | キャッスルトップ   | 牡3  | ジャパンダートダービー                                                  | 城市公       | 船橋   | 渋谷信博 | 城市公           |
| 2022年 | シルトプレ         | 牡3  | 7戦3勝 北斗盃、北海優駿、ダービーグランプリ                             | 藤原牧場     | 北海道 | 米川昇   | 原久美子         |
| 2023年 | ミックファイア     | 牡3  | 5戦4勝 羽田盃、東京ダービー、ジャパンダートダービー、ダービーグランプリ | 高橋ファーム | 大井   | 渡邉和雄 | 星加浩一         |
| 2024年 | サントノーレ       | 牡3  | 4戦2勝 京浜盃、戸塚記念                                                 | 松浦牧場     | 大井   | 荒山勝徳 | （株）ラ・メール |

### NARグランプリ3歳最優秀牝馬
| 年     | 受賞馬             | 性齢 | 年度成績 （主な重賞勝ち鞍）                                                                | 生産者                   | 所属 | 調教師   | 馬主                             |
| ------ | ------------------ | ---- | ------------------------------------------------------------------------------------------ | ------------------------ | ---- | -------- | -------------------------------- |
| 2011年 | クラーベセクレタ   | 牝3  | 8戦6勝 クイーン賞                                                                          | ノーザンファーム         | 船橋 | 川島正行 | （有）サンデーレーシング         |
| 2012年 | アスカリーブル     | 牝3  | 9戦5勝 関東オークス、東京プリンセス賞、 黒潮盃、戸塚記念、ユングフラウ賞                   | 高山牧場                 | 船橋 | 川島正行 | 坂本敏浩                         |
| 2013年 | ピッチシフター     | 牝3  | 10戦4勝 園田クイーンセレクション                                                           | グランド牧場             | 愛知 | 川西毅   | （有）グランド牧場               |
| 2014年 | トーコーニーケ     | 牝3  | 9戦5勝 園田クイーンセレクション、若草賞、東海クイーンカップ、のじぎく賞、園田金盃          | 天羽牧場                 | 兵庫 | 吉行龍穂 | 森田藤治                         |
| 2015年 | ララベル           | 牝3  | 6戦3勝 桜花賞（浦和）、ロジータ記念                                                        | 社台ファーム             | 大井 | 荒山勝徳 | 吉田照哉                         |
| 2016年 | ミスミランダー     | 牝3  | 7戦3勝 黒潮盃、ロジータ記念                                                                | 新生ファーム             | 船橋 | 佐藤賢二 | （有）新生ファーム               |
| 2017年 | ステップオブダンス | 牝3  | 7戦2勝 ロジータ記念、ユングフラウ賞                                                        | ノーザンファーム         | 大井 | 藤田輝信 | 吉田勝己                         |
| 2018年 | ゴールドパテック   | 牝3  | 7戦1勝 GRANDAME-JAPAN 3歳シリーズ優勝、関東オークス2着                                     | 宝寄山忠則               | 川崎 | 岩本洋   | （同）クイック・ホールディングス |
| 2019年 | トーセンガーネット | 牝3  | 8戦3勝 ニューイヤーカップ、桜花賞（浦和）、東京プリンセス賞、GRANDAME-JAPAN3歳シリーズ優勝 | 有限会社エスティファーム | 浦和 | 小久保智 | 島川隆哉                         |
| 2020年 | アクアリーブル     | 牝3  | 9戦2勝 桜花賞（浦和）、東京プリンセス賞                                                    | 新生ファーム             | 船橋 | 米谷康秀 | （有）新生ファーム               |
| 2021年 | ケラススヴィア     | 牝3  | 7戦2勝 桜花賞（浦和）、東京プリンセス賞                                                    | ヒサイファーム           | 浦和 | 小久保智 | 小田吉男                         |
| 2022年 | スピーディキック   | 牝3  | 6戦5勝 桜花賞 (浦和)、東京プリンセス賞、戸塚記念、ロジータ記念、東京シンデレラマイル       | 熊谷武                   | 浦和 | 藤原智行 | 加藤鈴幸                         |
| 2023年 | メイドイットマム   | 牝3  | 7戦2勝 桜花賞 (浦和)、ロジータ記念                                                         | 新井牧場                 | 船橋 | 石井勝男 | （有）木村牧場                   |
| 2024年 | ローリエフレイバー | 牝3  | 7戦1勝 ロジータ記念                                                                        | 丸幸小林牧場             | 大井 | 月岡健二 | 尾田信夫                         |

## 受賞者についての出典
- NARグランプリ
  - ＮＡＲグランプリ歴代受賞者一覧